# Alexander Prass
Alexander Prass (Hellmonsödt, 26 maggio 2001) è un calciatore austriaco, centrocampista dell'Hoffenheim e della nazionale austriaca.

## Carriera

### Club
Cresciuto nel settore giovanile del Salisburgo, nel 2019 viene aggregato alla squadra affiliata del Liefering dove debutta fra i professionisti in occasione del match di seconda divisione pareggiato 1-1 contro l'Austria Vienna II.
Il 28 maggio 2021 viene acquistato a titolo definitivo dallo Sturm Graz.

### Nazionale
Dopo avere rappresentato le selezioni giovanili, il 17 novembre 2022 esordisce in nazionale maggiore nell'amichevole vinta 1-0 contro Andorra.

## Statistiche
Statistiche aggiornate al 21 ottobre 2021.

### Presenze e reti nei club
| Stagione        | Squadra         | Campionato      | Campionato | Campionato | Coppe nazionali | Coppe nazionali | Coppe nazionali | Coppe continentali | Coppe continentali | Coppe continentali | Altre coppe | Altre coppe | Altre coppe | Totale | Totale | Totale |
| Stagione        | Squadra         | Comp            | Pres       | Reti       | Comp            | Pres            | Reti            | Comp               | Pres               | Reti               | Comp        | Pres        | Reti        | Pres   | Reti   |        |
| --------------- | --------------- | --------------- | ---------- | ---------- | --------------- | --------------- | --------------- | ------------------ | ------------------ | ------------------ | ----------- | ----------- | ----------- | ------ | ------ | ------ |
| 2018-2019       | Liefering       | 1L              | 4          | 0          |                 | -               | -               |                    | -                  | -                  |             | -           | -           | 4      | 0      |        |
| 2019-2020       | Liefering       | 1L              | 27         | 6          |                 | -               | -               |                    | -                  | -                  |             | -           | -           | 27     | 6      |        |
| 2020-2021       | Liefering       | 1L              | 28         | 6          |                 | -               | -               |                    | -                  | -                  |             | -           | -           | 28     | 6      |        |
| 2021-2022       | Sturm Graz      | BL              | 8          | 0          | CA              | 2               | 0               | UEL                | 4                  | 0                  |             | -           | -           | 14     | 0      |        |
| Totale carriera | Totale carriera | Totale carriera | 67         | 12         |                 | 2               | 0               |                    | 4                  | 0                  |             | -           | -           | 73     | 12     |        |

### Cronologia presenze e reti in nazionale
| Cronologia completa delle presenze e delle reti in nazionale ― Austria | Cronologia completa delle presenze e delle reti in nazionale ― Austria | Cronologia completa delle presenze e delle reti in nazionale ― Austria | Cronologia completa delle presenze e delle reti in nazionale ― Austria | Cronologia completa delle presenze e delle reti in nazionale ― Austria | Cronologia completa delle presenze e delle reti in nazionale ― Austria | Cronologia completa delle presenze e delle reti in nazionale ― Austria | Cronologia completa delle presenze e delle reti in nazionale ― Austria |
| Data                                                                   | Città                                                                  | In casa                                                                | Risultato                                                              | Ospiti                                                                 | Competizione                                                           | Reti                                                                   | Note                                                                   |
| ---------------------------------------------------------------------- | ---------------------------------------------------------------------- | ---------------------------------------------------------------------- | ---------------------------------------------------------------------- | ---------------------------------------------------------------------- | ---------------------------------------------------------------------- | ---------------------------------------------------------------------- | ---------------------------------------------------------------------- |
| 16-11-2022                                                             | Málaga                                                                 | Andorra                                                                | 0 – 1                                                                  | Austria                                                                | Amichevole                                                             | -                                                                      | 46’                                                                    |
| 13-10-2023                                                             | Vienna                                                                 | Austria                                                                | 2 – 3                                                                  | Belgio                                                                 | Qual. Euro 2024                                                        | -                                                                      | 71’                                                                    |
| 16-10-2023                                                             | Baku                                                                   | Azerbaigian                                                            | 0 – 1                                                                  | Austria                                                                | Qual. Euro 2024                                                        | -                                                                      | 46’                                                                    |
| 26-3-2024                                                              | Vienna                                                                 | Austria                                                                | 6 – 1                                                                  | Turchia                                                                | Amichevole                                                             | -                                                                      | 70’                                                                    |
| 4-6-2024                                                               | Vienna                                                                 | Austria                                                                | 2 – 1                                                                  | Serbia                                                                 | Amichevole                                                             | -                                                                      |                                                                        |
| 17-6-2024                                                              | Düsseldorf                                                             | Austria                                                                | 0 – 1                                                                  | Francia                                                                | Euro 2024 - 1º turno                                                   | -                                                                      | 88’                                                                    |
| 21-6-2024                                                              | Berlino                                                                | Polonia                                                                | 1 – 3                                                                  | Austria                                                                | Euro 2024 - 1º turno                                                   | -                                                                      | 63’                                                                    |
| 25-6-2024                                                              | Berlino                                                                | Paesi Bassi                                                            | 2 – 3                                                                  | Austria                                                                | Euro 2024 - 1º turno                                                   | -                                                                      |                                                                        |
| 2-7-2024                                                               | Lipsia                                                                 | Austria                                                                | 1 – 2                                                                  | Turchia                                                                | Euro 2024 - Ottavi di finale                                           | -                                                                      | 46’                                                                    |
| 6-9-2024                                                               | Lubiana                                                                | Slovenia                                                               | 1 – 1                                                                  | Austria                                                                | UEFA Nations League 2024-2025 - 1º turno                               | -                                                                      | 45’                                                                    |
| 9-9-2024                                                               | Oslo                                                                   | Norvegia                                                               | 2 – 1                                                                  | Austria                                                                | UEFA Nations League 2024-2025 - 1º turno                               | -                                                                      |                                                                        |
| 10-10-2024                                                             | Linz                                                                   | Austria                                                                | 4 – 0                                                                  | Kazakistan                                                             | UEFA Nations League 2024-2025 - 1º turno                               | -                                                                      | 15’                                                                    |
| 14-11-2024                                                             | Pavlodar                                                               | Kazakistan                                                             | 0 – 2                                                                  | Austria                                                                | UEFA Nations League 2024-2025 - 1º turno                               | -                                                                      |                                                                        |
| Totale                                                                 |                                                                        | Presenze                                                               | 13                                                                     |                                                                        | Reti                                                                   | 0                                                                      |                                                                        |

## Palmarès

### Club

#### Competizioni nazionali
- Coppa d'Austria: 2

Sturm Graz: 2022-2023, 2023-2024
- Campionato austriaco: 1

Sturm Graz: 2023-2024